# توسي

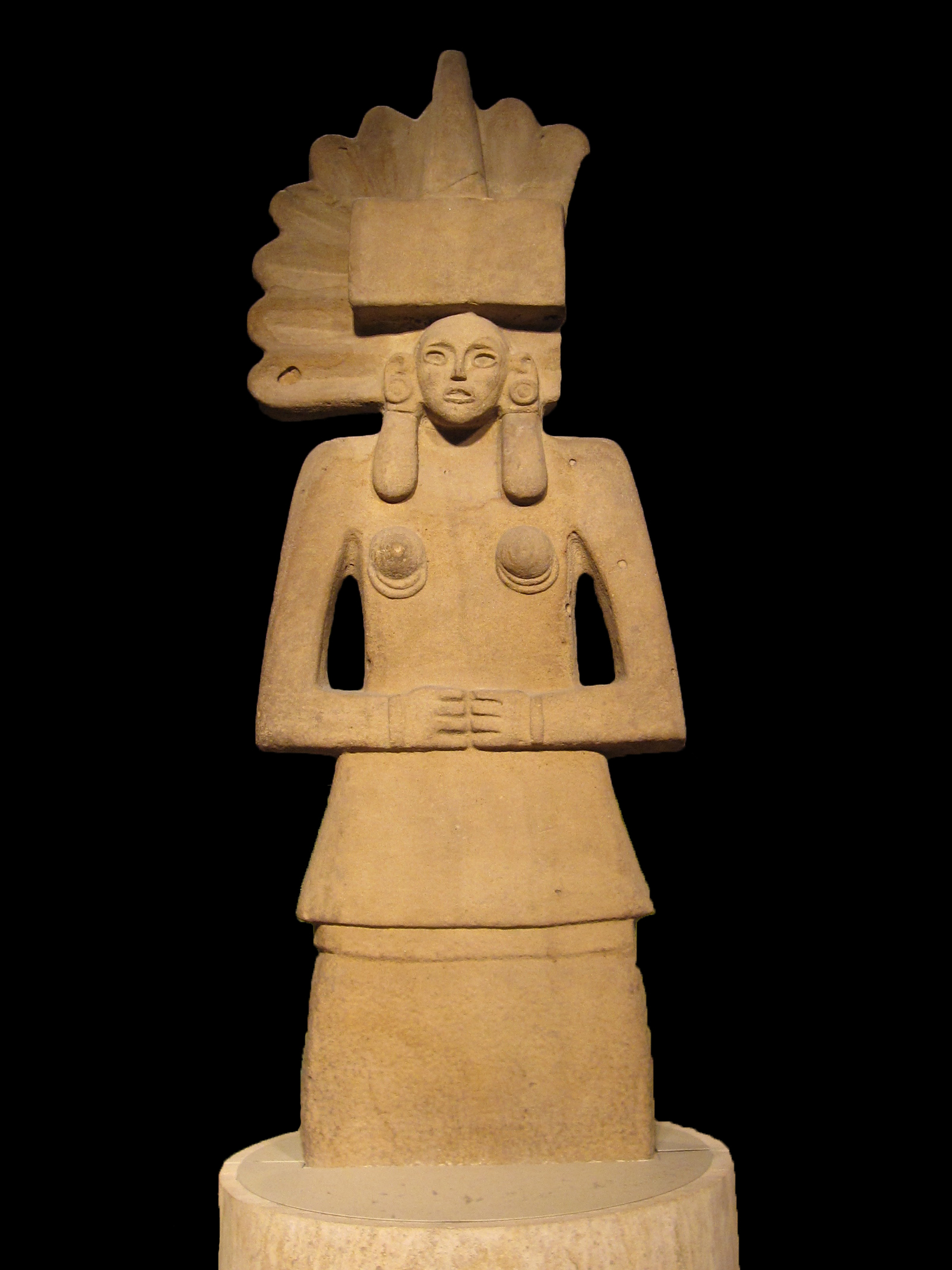
توسي

توسي (بالإنجليزية: Toci)‏ معنى الاسم هو «جدتنا». هي إلهة تتجلى بشكل بارز في دين وأساطير حضارة أمريكا الوسطى ما قبل الكولومبية. في أساطير الأزتيك، يُنظر إليها على أنها جانب من الإلهة الأم كوتليكو، وبالتالي تُسمى «أم الآلهة». ارتبطت توسي أيضًا بالشفاء ووكانت تُوقر من قبل المرضى والقابلات. في القرن السادس عشر فلورنتين كودكس (مخطوط أزتيكي) الذي جمعه برناردينو دي ساهاغون، تم تحديد توسي مع تيمازكالي أو حمامات التعرق التي يطلق عليها أحيانًا تيمازكالتيسي أو «جدة حمامات التعرق». وكانت تُدعى «قلب الأرض»، (Miller and Taube 1993).